# Kivijoki (vattendrag i Finland, Kajanaland, lat 64,80, long 28,65)
Kivijoki är ett vattendrag i Finland.   Det ligger i landskapet Kajanaland, i den centrala delen av landet, 500 km norr om huvudstaden Helsingfors.